# Carolinensalangaan
De Carolinensalangaan (Aerodramus inquietus; synoniem: Collocalia inquieta) is een vogel uit de familie Apodidae (gierzwaluwen).

## Verspreiding en leefgebied
Deze soort is endemisch op de Carolinen, een Oceanische eilandengroep in Micronesië en telt drie ondersoorten:
- A. i. rukensis: Chuuk (centrale Carolinen).
- A. i. ponapensis: Pohnpei (oostelijke Carolinen).
- A. i. inquietus: Kosrae (oostelijke Carolinen).